# 諏訪緑
諏訪 緑（すわ みどり、1959年5月14日 - ）は、日本の女性漫画家。北海道釧路市出身。
1984年、『プチフラワー』（現月刊flowers、小学館刊）に掲載の「バラモンの塔」でデビュー。以後、独自の視点で描く良質な歴史漫画を数多く上梓する。代表作/「玄奘西域記」「うつほ草紙」「諸葛孔明　時の地平線」「蠶叢（さんそう）の仮面」「西王母」「三蔵法師の大唐見聞録」「西の国の物語」「砂漠の花の物語」「パピルスは神」「諏訪緑ファンタジー短編集１，２」「あっちゃんとリカの日誌全５巻」（デジタル）。また角川書店の学習漫画シリーズ「日本の歴史　近現代史」や「クレオパトラ」「坂本龍馬」等にシナリオ・ネームで参加。/現在の活動  2024年、30数年ぶりに「玄奘西域記」の続編「GENJO 『玄奘西域記より』三蔵法師、唐の皇帝にさからう第1話」を自費出版。Xの公式「時の泉～諏訪緑公式X」にて通販中。また2025年には同第2話を通販予定。

## 著作リスト
- 『紀信』（小学館プチフラワーコミックス）短編集（「予知の輪」 「迷宮の美技」「B型を狩れ！」）1990
- 『玄奘西域記』（小学館プチフラワーコミックス 全4巻／小学館文庫 全2巻）1992-94 「Oasis Road綺談」「天竺ロード綺談」
- 『うつほ草紙』（小学館プチフラワーコミックス 全5巻／小学館文庫 全3巻）1995-98
- 『蠶叢（さんそう）の仮面　シノワズリ・アドベンチャー』（小学館プチフラワーコミックス）1998
- 『西王母』（小学館プチフラワーコミックス）1999
- 『諸葛孔明 時の地平線』（小学館プチフラワーコミックス 全14巻／小学館文庫 全8巻）2000-07
- 『ひすいの国 -徐福と始皇帝 奇伝-』（小学館フラワーコミックスアルファ）2008
- 『三蔵法師の大唐見聞録』（ASAHIコミックス 全3巻　朝日新聞出版）2011-12
- 『西（シナル）の国の物語～ペルシア神話より～』（小学館フラワーコミックスアルファ）2010
- 『砂漠の花の物語～ペルシア神話より2～』（小学館フラワーコミックスアルファ）2012
- 『パピルスは神 キケロ・カエサル・アッティクスの記』（夢幻燈コミックス ハーパーコリンズ・ジャパン）2015
- 『諏訪緑ファンタジー短編集1「紀信」』（復刊ドットコム）
- 『諏訪緑ファンタジー短編集2「ネフェルティティの胸像」』（復刊ドットコム）
- 「あっちゃんとリカの日誌全5巻」（デジタル/コンパス)(紙本/自費出版）
- 「GENJO『玄奘西域記』より　三蔵法師、唐の皇帝にさからう第1話」自費出版　2024https://x.com/suwamidoricom)
- 「GENJO『玄奘西域記』より　三蔵法師、唐の皇帝にさからう第2話」自費出版　2025(https://x.com/suwamidoricom)

## 関)連項目
- 玄奘三蔵
- うつほ物語
- 諸葛亮
- 三国志演義